# Licuala flexuosa
Licuala flexuosa är en enhjärtbladig växtart som beskrevs av Karl Ewald Maximilian Burret. Licuala flexuosa ingår i släktet Licuala och familjen Arecaceae.
Artens utbredningsområde är Moluckerna. Inga underarter finns listade i Catalogue of Life.